# اولیویه ایچوا
اولیویه ایچوا (انگلیسی: Olivier Ichoua؛ زادهٔ ۳ اکتبر ۱۹۷۰) بازیکن فوتبال اهل فرانسه است.
از باشگاه‌هایی که در آن بازی کرده‌است می‌توان به باشگاه فوتبال متس و باشگاه فوتبال سوشو اشاره کرد.